# Georgi Gospodinov
Georgi Gospodinov (Bulgària, 7 de gener de 1968) és l'escriptor búlgar més traduït i premiat internacionalment després de 1989, considerat una de les veus principals de la literatura europea actual. Les seves complexes narracions estan compromeses amb la memòria del passat recent de l'Europa de l'Est i les angoixes actuals d'Europa i del món. Els seus llibres estan traduïts a 25 idiomes, inclosos alemany, anglès, català, francès, espanyol, italià, danès, polonès, turc i albanès, islandès.

## Trajectòria
Gospodinov va començar com a poeta a principis de la dècada de 1990, publicant dos llibres que van rebre premis literaris nacionals a la seva Bulgària natal. Es va fer conegut internacionalment per la seva Novel·la Natural, que es va publicar en 21 idiomes, entre els quals anglès, alemany, francès, espanyol, italià... The New Yorker el va descriure com un "debut anàrquic i experimental", segons The Guardian, és "tant terrenal com intel·lectual", Le Courrier (Ginebra) l'anomena "una màquina per a històries".
Més endavant va publicar And Other Stories (2001), unacol·lecció de contes, que es va traduir a l'alemany, francès, anglès i italià i va ser seleccionada per al premi Frank O'Connor. Aquest és el llibre que conté la història "Blind Vaysha", en la qual es basa el curtmetratge d'animació del mateix nom (dir. Theodore Ushev, NFB i ARTE), nominada a l'OSCAR el 2017. Gospodinov també ha escrit dues obres de teatre, guions per a curtmetratges, entre els quals hi ha Omelette (4,44'; Menció honorífica al Festival de Cinema de Sundance 2009). És coautor d'una novel·la gràfica d'art, The Eternal Fly (2010, amb l'artista Nikola Toromanov).
La seva segona novel·la, The Physics of Sorrow (2012), va guanyar tres premis nacionals a la millor ficció 2012-2013, entre els quals el National Award a la millor novel·la de l'any 2013. The Physics of Sorrow es va traduir a diversos idiomes .El Frankfurter Allgemeine Zeitung va definir la novel·la com "una obra magnífica que definitivament s'hauria de llegir". Segons Neue Zurcher Zeitung, "amb Physics of Sorrow Gospodinov impulsa no només la literatura búlgara, sinó també ell mateix a la primera lliga dels escriptors europeus". El 2014, l'edició italiana de la novel·la, Fisica della malinconia va ser preseleccionada per al Premi Europeu Strega i el Premi Gregor von Rezzori ; l'edició alemanya, Physik der Schwermut, va ser finalista de l'Internationaler Literaturpreis - Haus der Kulturen der Welt i Brücke Berlin Literatur- und Übersetzerpreis. De gener a juny de 2019, Gospodinov va ser escriptor en residència de la Literaturhaus i de la PWG Foundation, a Zurich.
La darrera novel·la de Gospodinov és Time Shelter (Времеубежище, 2020) i va guanyar el premi Strega European Prize (2021) i el Booker Prize de 2023. " És el tipus de literatura més exquisit, sobre la nostra percepció del temps i el seu pas, escrit en un estil magistral i totalment impredictible", va escriure la guanyadora del premi Nobel Olga Tokarczuk (Lithub).

## Obra
Poesia
- 1992 – „Лапидариум“ – стихосбирка, изд. Модус Стоянов
- 1995 – „Българска христоматия“
- 1996 – „Черешата на един народ“, изд. Жанет 45, ISBN 978-954-8642-58-3
- 1998 – „Българска антология: Нашата поезия от Герова насам“, изд. Свободно поетическо общество
- 2003 – „Писма до Гаустин“ – стихосбирка, изд. Жанет 45, ISBN 978-954-491-139-3
- 2007 – „Балади и разпади“ – стихосбирка, изд. Жанет 45
- 2016 – „Там, където не сме“ – стихосбирка, изд. Жанет 45[8][9]

Ficció
- 1999 – „Естествен роман“ – роман, (I изд. – Корпорация Развитие – КДА, С. 1999, ISBN 954-9612-09-0, II изд. – Жанет 45, 1999, ISBN 978-954-491-378-6)
- 2001 – „И други истории“ – разкази, изд. Жанет 45, ISBN 978-954-491-068-6
- 2007 – „О, Хенри: 3 коледни истории с илюстрации“ – разкази, изд. Жанет 45
- 2010 – „Вечната муха“ – графичен роман, изд. Жанет 45
- 2011 – „Физика на тъгата“ – роман, изд. Жанет 45
- 2012 – „Невидимите кризи“ – есета, изд. Жанет 45
- 2013 – „И всичко стана луна“ – разкази, изд. Жанет 45
- 2018 – „Всичките наши тела“ – свръхкратки истории, етюди, импресии и фрагменти, изд. Жанет 45[10]
- 2020 – El Refugi del Temps – роман, изд. Жанет 45[11][12][13][14][15][16][17]

Dramatúrgia
- 2004 – „D.J.“ – пиеса

Recerca
- 2005 – „Поезия и медия. Кино, радио и реклама у Вапцаров и поетите на 40-те години на ХХ век“ – докторска дисертация, изд. Просвета, София, 2005

## Traduccions al català
- El refugi del temps. Traducció de Marc Casals. Edicions del Periscopi, 2024. ISBN 9788419332615.

## Premis i reconeixements
- Premi Internacional Booker, 2023, guanyador;[18][19]
- International Booker Prize, 2023, seleccionat;
- Premi Europeu Strega, Roma, 2021, guanyador;
- Premi Usedom de Literatura Europea, 2021, guanyador;
- Premi Zinklar al millor curt de ficció, Dinamarca, 2021, guanyador;
- Premi Angelus, Polònia, 2019, guanyador;
- Premi Jan Michalski de Literatura, Suïssa, 2016, guanyador;
- Premi Prozart, Skopje, per la contribució al desenvolupament de la literatura als Balcans, 2016, guanyador;
- The American PEN Translation Prize, 2016, finalista;
- Premi al millor llibre traduït (BTBA), 2016, finalista;
- Premi Europeu Strega, Roma, 2014, finalista;
- Premi Gregor von Rezzori, Florència, 2014, finalista;
- Bruecke Berlin Preis, 2014, finalista;
- Haus der Kulturen der Welt Literaturpreis, Berlín, 2014, finalista;
- Premi Nacional de Literatura Novel·la Búlgara de l'Any, 2013, guanyador;
- Premi Nacional Hristo G. Danov a la millor ficció, 2012, guanyador;
- Premi Ciutat de Sofia de Literatura, 2012, guanyador;
- Guanyador del premi The Flower of Helicon Readers's Prize al llibre més venut, 2012.